# 水野忠幹 (松本藩主)
水野 忠幹（みずの ただもと、元禄12年5月5日（1699年6月2日） - 享保8年5月10日（1723年6月12日））は、信濃国松本藩第5代藩主。沼津藩水野家5代。
正室は浅野綱長の娘。官位は従五位下・日向守。

## 生涯
元禄12年（1699年）、4代藩主水野忠周の長男として江戸日本橋浜町邸で生まれる。母は前田利明の娘。幼名「惣兵衛」、初名「忠茂」。宝永6年（1709年）、6代将軍徳川家宣に拝謁する。正徳3年（1713年）、従五位下・日向守に叙任される。享保3年（1718年）に父・忠周が死去したため、家督を継いだ。「松本御代記」によれば、美男で思いやり深く、才知にも優れた人物で、歌道などの諸芸にも通じていたという。また、藩の財政を立て直すため、目安箱を設置して家臣から意見を募り、人事を改めるなどの改革を行ったため、同年中には財政は1000両の黒字となった。家督相続の際に領内の全百姓に対して籾1500俵を分け与え、享保7年（1722年）には地歴書『信府統記』の編纂を命じるなどした。
享保5年（1720年）、幕命により日光東照宮に代参し、享保8年（1723年）3月、方角火消に任ぜられた。同年、英名の声高く期待されつつも、嗣子なく江戸田安邸で病没する。その後は弟の水野忠恒が継いだ。

## 系譜
父母
- 水野忠周（父）
- 前田利明の娘（母）

正室
- 浅野綱長の娘

養子
- 水野忠恒 ー 実弟